# 8 Pułk Czołgów

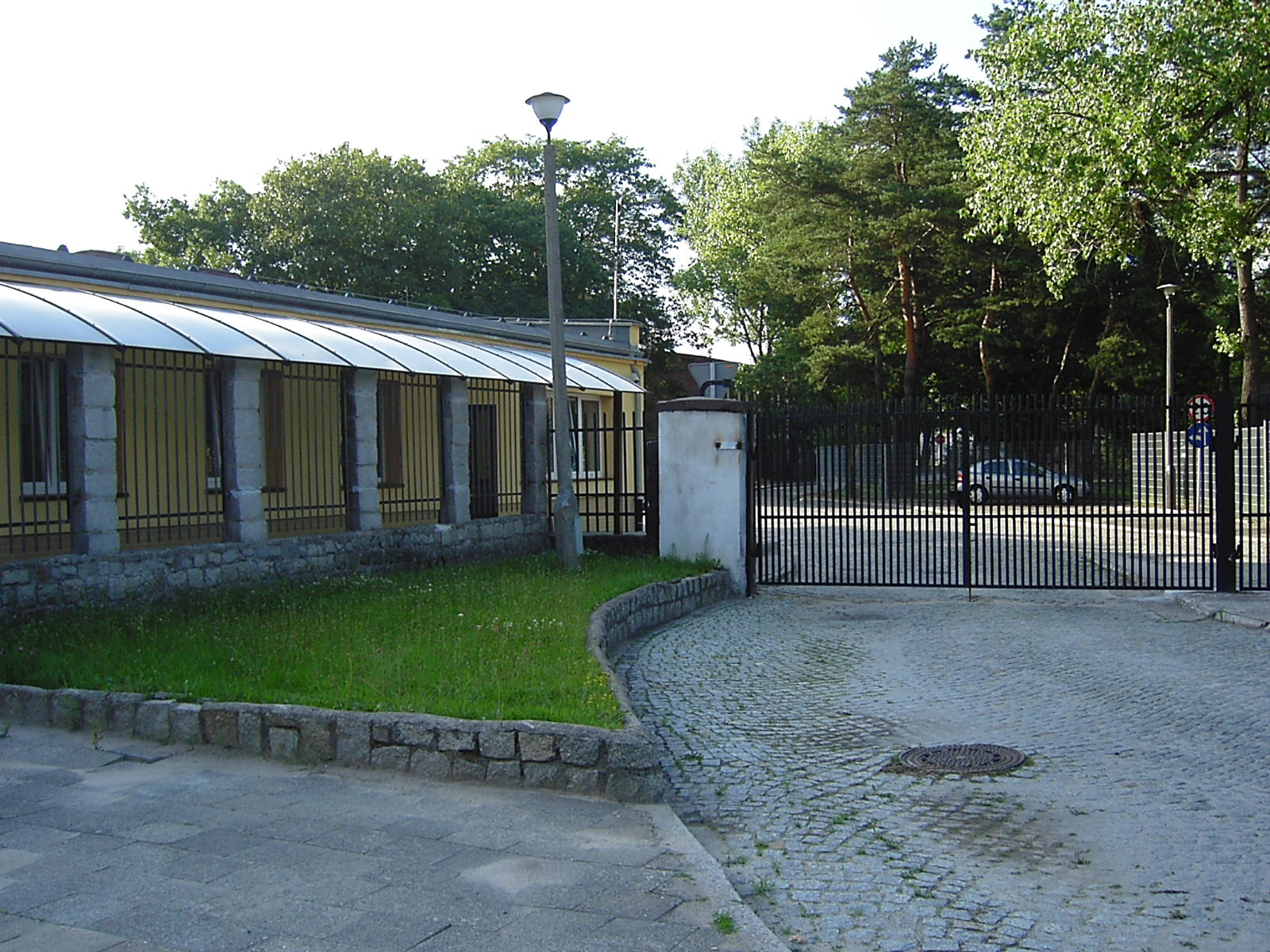
Żagań – w tych koszarach stacjonował pułk

8 Drezdeński Pułk Czołgów Średnich (8 pcz) – oddział wojsk pancernych ludowego Wojska Polskiego.

## Rodowód
Rodowód jednostki związany jest bezpośrednio ze zmaganiami wojennymi 4 Brygady Pancernej, której formowanie rozpoczęto 1 sierpnia 1944 r. Po zakończeniu wojny oddział został przegrupowany do Tarnowa, gdzie w 1946 przeformowany został w 8 Pułk Czołgów. W następnym roku jednostka została dyslokowana do Żurawicy i wzięła udział w akcji „Wisła”. 30 marca 1949 roku oddział otrzymał nazwę wyróżniającą „Drezdeński”.
W maju tego roku przeniesiony został do Żagania, do kompleksu koszarowego przy ulicy Szosa Żarska (poniemieckie koszary Wielkiego Elektora wybudowane przed II wojną światową dla 8 Brygady Pancernej i 15 Pułku Pancernego ze składu 5 DPanc., obecnie koszary imienia generała broni Zygmunta Sadowskiego) i podporządkowany dowódcy 11 Zmotoryzowanej Dywizji Piechoty. W tym samym czasie do jednostki przybyły z Opola działa samobieżne SU-85 wraz z załogami z rozformowanego 24 Drezdeńskiego Pułku Artylerii Pancernej.

## Kolejne przeformowania
W 1952 roku oddział przeformowany został na etat nr 5/84 pułku czołgów średnich. Z jego składu wyłączony został batalion dział pancernych, na bazie którego sformowano 17 Pułk Artylerii Pancernej.
3 sierpnia 1958 jednostka otrzymała sztandar nadany przez Radę Państwa. Sztandar wręczył szef sztabu Śląskiego Okręgu Wojskowego generał brygady Włodzimierz Kopijkowski. W dniach 4–10 maja 1959 roku 8 pczś i 42 pz poddana zostały inspekcji, w trakcie której były wizytowane przez generałów dywizji: Zygmunta Duszyńskiego, ówczesnego przez wiceministra obrony narodowej i Czesława Waryszaka, dowódcę ŚOW. Oba pułki zdały inspekcję na ocenę dobrą.
Na początku lat 60. XX w. wprowadzono w pułku tzw. „etat pokojowo-wojenny”. W składzie 8 pcz znajdowało się: pięć kompanii czołgów, kompania łączności, kompania medyczna oraz plutony: rozpoznawczy, przeciwlotniczy, saperów i rozpoznania skażeń. Pułk liczył 669 żołnierzy. Sprzęt bojowy obejmował: 69 czołgów średnich T-34/85, 2 transportery opancerzone BTR-152 i 4 rozpoznawcze samochody opancerzone BRDM .
W 1963 roku 8 Drezdeński Pułk Czołgów Średnich przeformowany został na nowy etat i otrzymał nowy numer jednostki wojskowej „2702”. Na przełomie 1964 i 1965 roku jednostka otrzymała na wyposażenie czołgi T-55. W 1968 roku jednostka wzięła udział w operacji „Dunaj”, w składzie 2 Armii. W sierpniu 1979 roku pułk, jako pierwszy w Wojsku Polskim otrzymał czołgi T-72. W celu szybkiego wdrożenia nowego modelu czołgu sformowano eksperymentalnie 6 kompanię pod dowództwem porucznika Tomczaka. Był to częściowo skadrowany pododdział liczący 48 żołnierzy, w tym 32 zawodowych. Część kadry przeszkolona została uprzednio w ZSRR. Latem 1979 roku na poligonie drawskim kompania zaprezentowana została Edwardowi Gierkowi, I sekretarzowi KC PZPR. 13 grudnia 1981 roku, po wprowadzeniu stanu wojennego, pułk „zajął” Wrocław i pozostawał w nim do 9 stycznia 1982 roku. W 1983 roku pułk przeformowany został na nowy etat. Strukturę kompanijną zastąpiono batalionową. W 1984 roku wszystkie pododdziały czołgów otrzymały czołgi T-72. Jednostka jako pierwsza w WP zaczęła realizować zadania pułku czołgów T-72.
W 1990 roku jednostka przeformowana została w 99 Pułk Zmechanizowany. Decyzją Nr 12/MON ministra obrony narodowej z dnia 22 kwietnia 1992 roku oddział przemianowany został na 89 Pułk Zmechanizowany.
W 1995 roku pułk przeformowany został w 34 Brygadę Kawalerii Pancernej i znów jako pierwsza w WP otrzymała na uzbrojenie nowe czołgi PT-91. 12 września tego roku otrzymała nowy sztandar ufundowany przez społeczeństwo Żagania.

## Żołnierze pułku
Dowódcy pułku
- ppłk Jan Wereszczagin (17 IV 1945 – 1946)
- Michał Syrow (1946–1947)
- ppłk Feliks Michałkowski (2 VII 1946 – 14 VII 1947)
- mjr Józef Karlinowski (1948–1951)
- ppłk Jan Żakiewicz (1951–1954)
- mjr Władysław Nowak (1954−1955)
- mjr Mieczysław Wyszatycki (1955–1956)
- mjr Stanisław Banaszak (1956–1959)
- ppłk dypl. Mieczysław Wyszatycki (1959–1963)
- ppłk dypl. Józef Krasnowski (1963–1964)
- mjr dypl. Aleksy Sułek (1964–1966)
- ppłk dypl. Czesław Tyński (1966–1968)
- ppłk dypl. Romuald Królak (1968–1971)
- ppłk dypl. Zdzisław Anioł (1971–1974)
- mjr dypl. Jarosław Bielecki (1974–1976)
- mjr dypl. Jerzy Kufel (1976–1978)
- mjr dypl. Witold Nehring (1978–1979)
- mjr dypl. Leon Komornicki (1979–1984)
- mjr dypl. Zbigniew Jabłoński (1984–1986)
- mjr dypl. Andrzej Bilewicz (1987)
- mjr dypl. Piotr Makarewicz (1987–1989)
- mjr dypl. Janusz Paczkowski (1989–1990)

Podoficerowie:
- st. chor. sztab. Zenon Woźniak s. Józefa – technik kompanii remontowej, wyróżniony w 1985 roku wpisem do „Honorowej Księgi Czynów Żołnierskich”[7]

## Skład w latach 80. XX w.
Dowództwo
- sztab
- 5 kompanii czołgów

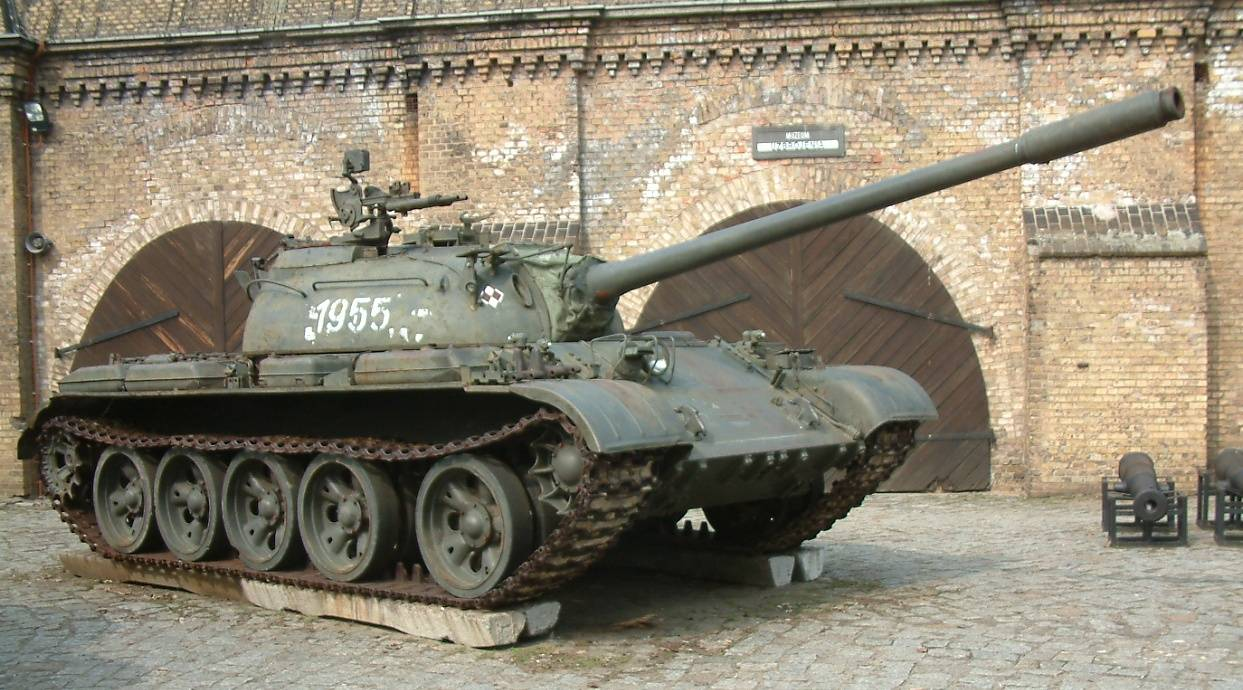
T 55 – ten typ czołgu był na wyposażeniu pułku do połowy lat 80.

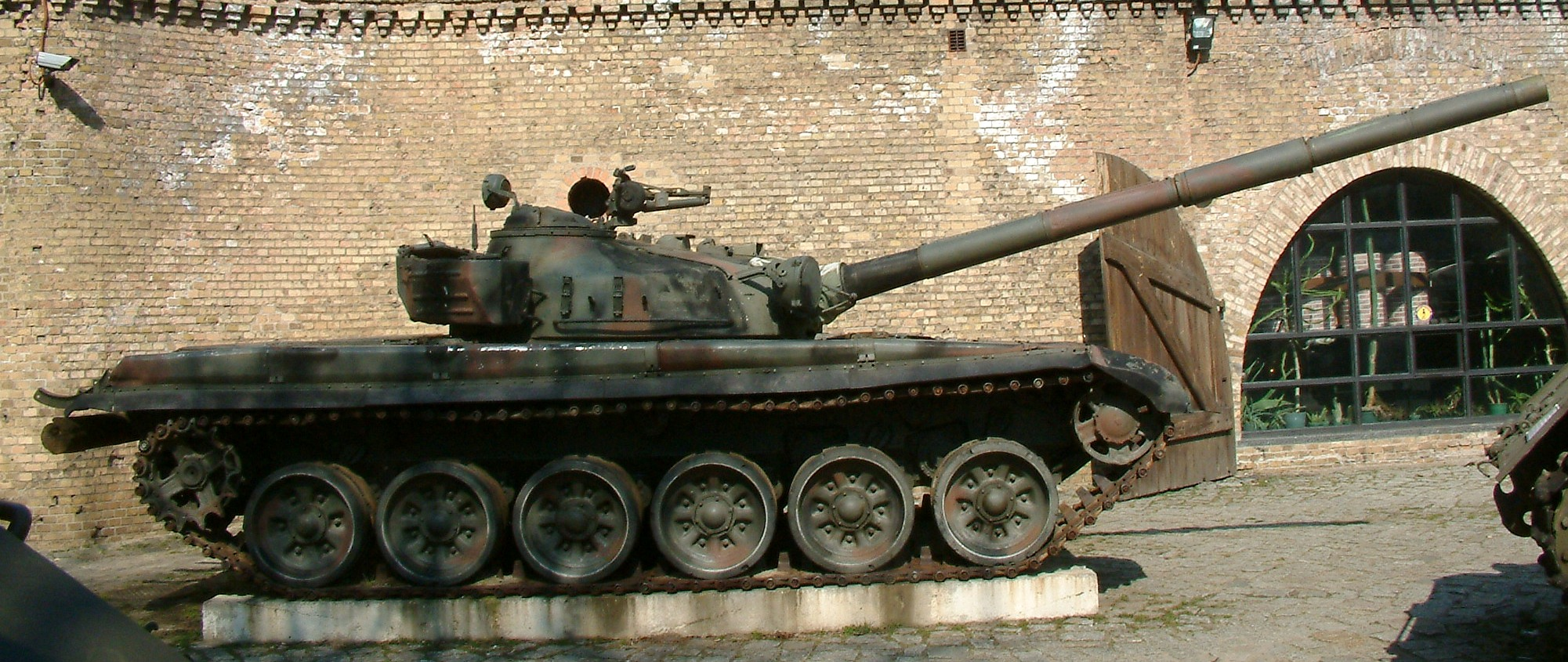
T 72 – ten typ czołgu był na wyposażeniu pułku po 1985

W połowie lat 80. XX w. przeformowany na strukturę batalionową
- 3x batalion czołgów
- kompania zmechanizowana
- bateria plot
- kompania rozpoznawcza
- kompania saperów
- kompania łączności
- kompania medyczna
- kompania remontowa
- kompania zaopatrzenia
- pluton ochrony i regulacji ruchu
- pluton chemiczny
- dywizjon artylerii samobieżnej (od 1987)